# هراچیا مارگاریان
هراچیا مارگاریان (ارمنی: Հրաչյա Մուրադի Մարգարյան؛ زادهٔ ۲۳ نوامبر ۱۹۹۹) کشتی‌گیر اهل ارمنستان است که  در مسابقات کشوری و بین‌المللی در مجموع برندهٔ ۱ مدال طلا، ۱ مدال نقره شده‌است.